# Toshihide Saito
Toshihide Saito (斉藤 俊秀, Saito Toshihide) est un footballeur japonais né le 20 avril 1973 à Shizuoka au Japon.